# Liste des princes de la Principauté de Sedan
Cette liste des seigneurs et princes de Sedan dresse la liste des personnes qui ont exercé la fonction de chef d'État de la seigneurie puis de la principauté de Sedan, du XIIIe siècle à 1642, des héritiers de Sedan et des prétendants au trône de Sedan de 1594 à 1789 et des dames et princesses consorts de Sedan.

## Liste des seigneurs de Sedan

### Maison de Jauche
| N° | Portrait | Nom                  | Nom de Règne    | Début du règne | Fin du règne | Note                                                                                 | Armorie |
| -- | -------- | -------------------- | --------------- | -------------- | ------------ | ------------------------------------------------------------------------------------ | ------- |
| 1  |          | Gilles II de Hierges | "Gilles"        | 1245           | 1263         | Il est le premier seigneur de Sedan connu.                                           |         |
| 2  |          | Gérard IV de Jauche  | "Gérard Ier"    | 1263           | 1293         | Deuxième Seigneur de Sedan, fils de Gérard III (beau-frère de Gilles II de Hierges). |         |
| 3  |          | Gérard V de Jauche   | "Gérard II"     | 1293           | 1314         | Troisième Seigneur de Sedan, fils de Gérard IV de Jauche.                            |         |
| 4  |          | Gérard VI de Jauche  | "Gérard III"    | 1314           | 1328         | Quatrième Seigneur de Sedan, il est le fils aîné de Gérard V de Jauche.              |         |
| 5  |          | Guillaume de Jauche  | "Guillaume Ier" | 1328           | 1340         | Cinquième Seigneur de Sedan, autre fils de Gérard V de Jauche.                       |         |

### Maison de Barbençon
| N° | Portrait | Nom                 | Nom de Règne | Début de règne | Fin de règne | Note                                                                | Armorie |
| 6  |          | Hugues de Barbençon | "Hugues"     | 1340           | 1381         | Sixième Seigneur de Sedan, il est le gendre de Guillaume de Jauche. |         |
| 7  |          | Jean de Barbençon   | "Jean Ier"   | 1381           | 1404         | Septième Seigneur de Sedan.                                         |         |

### Maison de Braquemont
| N° | Portrait | Nom                                                 | Nom de Règne   | Début de règne | Fin de règne | Note                                                                              | Armorie |
| 8  |          | Guillaume de Braquemont (dit Braquet de Braquemont) | "Guillaume II" | 1404           | 1420         | Huitième Seigneur de Sedan.                                                       |         |
| 9  |          | Louis de Braquemont                                 | "Louis"        | 1420           | 8 mai 1424   | Neuvième Seigneur de Sedan. À sa mort, la seigneurie est vendue à son beau-frère. |         |

### Maison de La Marck
| N°   | Portrait | Nom                            | Nom de Règne   | Début de règne    | Fin de règne     | Note | Armorie |
| ---- | -------- | ------------------------------ | -------------- | ----------------- | ---------------- | --- | ------- |
| 10   |          | Évrard II de La Marck-Arenberg | "Evrard"       | 8 mai 1424        | 14 octobre 1440  | Dixième Seigneur de Sedan, Seigneur d'Arenberg, de Neufchâtel-sur-Ardenne, de Lumain, d'Ogimont et de Rochefort. Le rachat de la seigneurie de Sedan marque la première phase de l'évolution vers l'indépendance de ce qui deviendra la principauté de Sedan,. |         |
| 11   |          | Jean Ier de La Marck           | "Jean II"      | 14 octobre 1440   | 8 février 1470   | Onzième Seigneur de Sedan, il devient chambellan du roi Charles VII,. |         |
| 12   |          | Robert Ier de La Marck         | "Robert Ier"   | 8 février 1470    | 1er février 1487 | Douzième Seigneur de Sedan, fils de Jean. Il est le protégé de Charles VIII, il meurt au siège d’Yvoy. Il est le premier seigneur à faire de Sedan sa demeure principale. Son frère, Guillaume de La Marck est surnommé le sanglier des Ardennes : il assassine Louis de Bourbon, prince-évêque de Liège, avant d'être capturé et emmené pour être décapité à Maastricht,.                                             |         |
| 13   |          | Robert II de La Marck          | "Robert II"    | 1er novembre 1487 | novembre 1536    | Treizième Seigneur de Sedan. Son règne est marqué par la perte du duché de Bouillon,. |         |
| 14   |          | Robert III de La Marck         | "Robert III"   | novembre 1536     | 21 décembre 1536 | Quatorzième Seigneur de Sedan, L’empereur Charles Quint, irrité par la défection de son père, Robert II de La Marck, l’emprisonne en Flandres où il reste quelques années,. |         |
| 15   |          | Robert IV de La Marck          | "Robert IV"    | 21 décembre 1536  | 4 novembre 1556  | Quinzième Seigneur de Sedan, il succède à son père. Il est fait maréchal de France en 1547. Il prend le titre de souverain le 28 août 1549. Il récupère ses possessions du duché de Bouillon (elles ne seront pas rattachées à la principauté),. |         |
| (16) |          | Françoise de Brézé             |                | 4 novembre 1556   | 1558             | Elle exerce la régence à Sedan, après la mort de son époux, et dans l'attente que leur fils aîné atteigne sa majorité. Elle se montre bonne administratrice, avec des comptes équilibrés. C'est sous sa régence qu'est édifié l'hospice de Sedan et qu'est construite la rue Neuve de l'Horloge, toujours à Sedan. Cette rue est la première rue pavée de la ville, avec un tracé qui est le même que le tracé actuel. |         |
| 16   |          | Henri-Robert de La Marck       | "Henri-Robert" | 4 novembre 1556   | 1560             | Seizième seigneur de Sedan, il perd ses possessions du duché de Bouillon. |         |

## Liste des princes et princesses de Sedan

### Maison de La Marck
| N°  | Portrait | Nom                          | Nom de Règne       | Début de règne  | Fin de règne    | Note | Armorie |
| --- | -------- | ---------------------------- | ------------------ | --------------- | --------------- | --- | ------- |
| (1) |          | Robert IV de La Marck        | "Robert IV"        | 28 août 1549    | 4 novembre 1556 | Il se proclame le 28 août 1549 souverain sur ses terres,. |         |
| 1   |          | Henri-Robert de La Marck     | "Henri-Robert"     | 1560            | 2 décembre 1574 | Premier Prince de Sedan. Il prend le titre de Prince de Sedan en 1560, ce titre sera porté par ses descendants jusqu'en 1594, puis reprit par la famille de La Tour d'Auvergne,. Il se convertit au protestantisme après le massacre de Wassy en mars 1562. |         |
| (2) |          | Françoise de Bourbon-Vendôme |                    | 2 décembre 1574 | 7 novembre 1584 | Elle assure la régence de la Principauté de Sedan jusqu’à la majorité de son fils Guillaume-Robert de La Marck. Sa régence permet le développement de la principauté de Sedan, avec la création d'un atelier monétaire et d'un collège académique. Aussi, la ville de Sedan s'agrandit et se dote de fortifications bastionnées,. |         |
| 2   |          | Guillaume-Robert de La Marck | "Guillaume-Robert" | 2 décembre 1574 | 11 janvier 1588 | Deuxième Prince de Sedan, il ne règne réellement que trois ans. Son règne est troublé par les guerres de religion,. |         |
| 3   |          | Charlotte de La Marck        | "Charlotte"        | 11 janvier 1588 | 15 mai 1594     | Princesse de Sedan, son règne est marqué par ses succès militaire. Elle épouse Henri de La Tour d'Auvergne avec qui elle gouverne. Elle meurt en 1594 des suites de son accouchement. Son fils meurt le jour de sa naissance. Elle est la dernière souveraine issue de la branche de La Marck,. Elle est la seule femme à avoir diriger la principauté en tant que souverain. Elle désignera son mari comme héritier de la principauté dans son testament en défaveur de son oncle Charles Robert de La Marck. |         |

### MaisonLa Tour d'Auvergne
| N°  | Portrait | Nom                                    | Nom de Règne       | Début de règne                          | Fin de règne      | Note | Armorie |
| --- | -------- | -------------------------------------- | ------------------ | --------------------------------------- | ----------------- | --- | ------- |
| 4   |          | Henri de La Tour d'Auvergne            | "Henri"            | 1591 (avec sa femme) 15 mai 1594 (seul) | 25 mars 1623      | Troisième prince et quatrième souverain de Sedan, il épouse Charlotte de La Marck. À la mort de sa femme il hérite de la principauté le 15 mai 1594 en défaveur Charles-Robert de La Marck (oncle de Charlotte de La Marck). Il se montre bon administrateur de la ville et de la principauté de Sedan.Il fonde notamment l'académie de Sedan, université protestante qui devient célèbre. Il crée aussi l'académie militaire des exercices, développe l'imprimerie dans la Principauté, fait construire le château-bas, appelé encore Palais des Princes, et étend les fortifications de Sedan, principale cité de la région désormais,. |         |
| (5) |          | Élisabeth de Nassau                    |                    | 25 mars 1623                            | 1626              | Régente de Sedan jusqu’à la majorité de son fils. |         |
| 5   |          | Frédéric-Maurice de La Tour d'Auvergne | "Frédéric-Maurice" | 25 mars 1623                            | 29 septembre 1642 | Quatrième prince et cinquième souverain de Sedan. Il abjure le calvinisme en fin d'année 1633, au profit de la religion catholique. Il prend alors une grande part aux guerres civiles, et livre, avec le comte de Soissons, la Bataille de la Marfée contre les troupes de Richelieu. Il est compromis dans la Conspiration de Cinq-Mars. Par traité du 15 septembre 1642, il cède à la France sa principauté de Sedan et Raucourt,. |         |

## Liste des Dames et Princesses consorts de Sedan

### Liste des dames de Sedan

#### Maison de Jauche
| N° | Portrait | Nom                 | Règne       | Époux                | Note                                                   |
| -- | -------- | ------------------- | ----------- | -------------------- | ------------------------------------------------------ |
| 1  |          | Aélis de Bazeilles  | (1245-1263) | Gilles II de Hierges | Première dame de Sedan                                 |
| 2  |          | Marguerite d'Aulnoy | (1263-1293) | Gérard IV de Jauche  |                                                        |
| 3  |          | ?                   | (1293-1314) | Gérard V de Jauche   | Inconnue, mère de Gérard VI et Guillaume de Jauche.    |
| 4  |          | ?                   | (1328-1340) | Guillaume de Jauche  | Inconnue, mère de Marie de Jauche futur Dame de Sedan. |

#### Maison de Barbençon
| N° | Portrait | Nom             | Règne       | Époux               | Note                                                                             |
| -- | -------- | --------------- | ----------- | ------------------- | -------------------------------------------------------------------------------- |
| 5  |          | Marie de Jauche | (1340-1381) | Hugues de Barbençon | Fille unique de Guillaume , elle hérite de la seigneurie de Sedan avec son mari. |

#### Maison de Braquemont
| N° | Portrait | Nom                  | Règne       | Époux                   | Note                                      |
| -- | -------- | -------------------- | ----------- | ----------------------- | ----------------------------------------- |
| 6  |          | Marie de Camprémy    | (1404-1420) | Guillaume de Braquemont | Elle s'est mariée en 1384 avec Guillaume. |
| 7  |          | Isabelle Le Maréchal | (1420-1424) | Louis de Braquemont     |                                           |

#### Maison de La Marck
| N° | Portrait | Nom                          | Règne       | Époux                          | Note |
| -- | -------- | ---------------------------- | ----------- | ------------------------------ | --- |
| 8  |          | Agnès de Walcourt            | (1424-1440) | Évrard II de La Marck-Arenberg | Elle est la troisième épouse de Évrard II de La Marck-Arenberg .                                              |
| 9  |          | Anna Agnès de Virnebourg     | (1440-1470) | Jean II de La Marck            | Elle s'est mariée en 1435.                                                                                    |
| 10 |          | Jeanne de Marley             | (1470-1487) | Robert Ier de La Marck         | Elle s'est mariée le 22 juin 1446.                                                                            |
| 11 |          | Catherine de Croÿ            | (1491-1536) | Robert II de La Marck          | Elle se marie en 1491.                                                                                        |
| 12 |          | Guillemette de Sarrebrück    | (1536-1536) | Robert III de La Marck         | Elle est l’épouse de l'éphémère Robert III avec qui elle aura qu'un seul enfant. Elle se marie en 1510.       |
| 13 |          | Françoise de Brézé           | (1538-1556) | Robert IV de La Marck          | Fille de Diane de Poitiers, favorite du roi Henri II. Régente pendant la minorité d'Henri-Robert de La Marck. |
| 14 |          | Françoise de Bourbon-Vendôme | (1559-1560) | Henri-Robert de La Marck       | Elle est la dernière dame de Sedan.                                                                           |

### Liste des princesses consorts de Sedan

#### Maison de La Marck
| N° | Portrait | Nom                          | Règne       | Époux                    | Note |
| -- | -------- | ---------------------------- | ----------- | ------------------------ | --- |
| 1  |          | Françoise de Bourbon-Vendôme | (1560-1574) | Henri-Robert de La Marck | Elle est l'unique princesse consort de Sedan de la famille de La Marck. Son fils ne se maria pas et sa fille devient Princesse souveraine de Sedan. |

#### MaisonLa Tour d'Auvergne
| N° | Portrait | Nom                 | Règne       | Époux                                  | Note |
| -- | -------- | ------------------- | ----------- | -------------------------------------- | --- |
| 2  |          | Élisabeth de Nassau | (1595-1623) | Henri de La Tour d'Auvergne            | Elle est la seconde épouse de Henri de La Tour d'Auvergne avec qui elle s'est mariée le 15 avril 1595. |
| 3  |          | Éléonore de Bergh   | (1634-1642) | Frédéric-Maurice de La Tour d'Auvergne | Elle est la dernière princesse de Sedan. Elle a contribué fortement à la conversion de son époux, Frédéric Maurice de La Tour d'Auvergne, duc de Bouillon, prince de Sedan, à la religion catholique. Elle lui sauva également la vie à la suite de son arrestation pour sa participation à la conspiration de Cinq-Mars, mais elle ne put empêcher l’annexion du territoire de Sedan par le roi de France. Elle joua enfin un rôle essentiel dans la Fronde. |

## Liste des seigneurs et  princes héritiers de Sedan (1468-1642)

### Liste des seigneurs héritiers de Sedan
| N° | Portrait | Nom                        | Date        | Monarque                 | Note | Armorie |
| -- | -------- | -------------------------- | ----------- | ------------------------ | --- | ------- |
| 1  |          | Robert II de La Marck      | (1470-1487) | Robert Ier de La Marck   | |         |
| 2  |          | Érard de La Marck          | (1487-1491) | Robert II de La Marck    | Il est le frère de Robert II de la Marck |         |
| 3  |          | Robert III de La Marck     | (1487-1636) | Robert II de La Marck    | |         |
| 4  |          | Robert IV de La Marck      | (1536-1536) | Robert III de La Marck   | |         |
| 5  |          | Jean de La Marck           | (1536-1539) | Robert IV de La Marck    | Oncle de Robert de La Marck |         |
| 6  |          | Henri-Robert de La Marck   | (1539-1556) | Robert IV de La Marck    | |         |
| 7  |          | Charles Robert de La Marck | (1556-1560) | Henri-Robert de La Marck | Il est le frère cadet de Henri-Robert de La Marck. Il sera à plusieurs reprises l'héritier de la seigneurie et de la principauté de Sedan avant de revendiquer le trône lorsque Henri de La Tour d'Auvergne deviendra prince de Sedan à la mort de sa nièce. |         |

### Liste des princes héritiers de Sedan
| N° | Portrait | Nom                                      | Date         | Monarque                               | Note | Armorie |
| -- | -------- | ---------------------------------------- | ------------ | -------------------------------------- | --- | ------- |
| 1  |          | Charles Robert de La Marck               | (1560-1562)  | Henri-Robert de La Marck               | Premier prince héritier de Sedan |         |
| 2  |          | Guillaume-Robert de La Marck             | (1562-1574)  | Henri-Robert de La Marck               | |         |
| 3  |          | Jean de La Marck                         | (1574-1587)  | Guillaume-Robert de La Marck           | Frère cadet de Guillaume-Robert de La Marck. Il meurt en 1587. |         |
| 4  |          | Charlotte de La Marck                    | (1587-1588)  | Guillaume-Robert de La Marck           | Sœur cadette de Guillaume-Robert de La Marck |         |
| 5  |          | Charles Robert de La Marck               | (1588-1594)  | Charlotte de La Marck                  | Il est à nouveau prince héritier de Sedan sauf le 7 mai 1594 lors de la naissance de son petit-neveu, hélas qui ne survivra pas.                                                                                            |         |
| 6  |          | Mort-né De La Marck                      | (7 mai 1594) | Charlotte de La Marck                  | Il est fils unique de Charlotte de La Marck. Il meurt quelque minute après sa naissance. Cela fait donc de lui le plus éphémère héritier de Sedan.                                                                          |         |
| 7  |          | Charles Robert de La Marck               | (1594-1594)  | Charlotte de La Marck                  | À la suite de la brève interruption de Prince Héritier, il redeviendra une dernière fois avant la mort de sa nièce huit jours plus tard. À la mort de sa nièce il sera lésé de la succession en faveur du mari de sa nièce. |         |
| 8  |          | Madeleine de La Tour d'Auvergne          | (1594-1596)  | Henri de La Tour d'Auvergne            | Sœur de Henri de La Tour d'Auvergne. |         |
| 9  |          | Louise de La Tour d'Auvergne             | (1594-1605)  | Henri de La Tour d'Auvergne            | Sœur aîné de Frédéric-Maurice de La Tour d'Auvergne |         |
| 10 |          | Frédéric-Maurice de La Tour d'Auvergne   | (1605-1623)  | Henri de La Tour d'Auvergne            | |         |
| 11 |          | Henri de La Tour d'Auvergne, dit Turenne | (1623-1636)  | Frédéric-Maurice de La Tour d'Auvergne | Frère cadet de Frédéric-Maurice de La Tour d'Auvergne. |         |
| 12 |          | Godefroy-Maurice de La Tour d'Auvergne   | (1636-1642)  | Frédéric-Maurice de La Tour d'Auvergne | Fils aîné de Frédéric-Maurice de La Tour d'Auvergne. Il est le dernier Prince Héritiers de Sedan. |         |

## Liste des prétendants au trône de Sedan (1594-1789)
Deux maisons se sont disputé le trône de Sedan. La famille de La Marck issue de Charles Robert de La Marck et  la maison La Tour d'Auvergne issue Henri de La Tour d'Auvergne.
Les personnes suivantes n'ont jamais réellement revendiqué le trône de Sedan, ce sont tout simplement les descendants de Charles Robert de La Marck et de Henri-Robert de La Marck II.  

### Maison de La Marck (1594-1789)
| N° | Portrait | Nom                                    | Nom revendiqué               | Date        | Note | Armorie |
| -- | -------- | -------------------------------------- | ---------------------------- | ----------- | --- | ------- |
| 1  |          | Charles Robert de La Marck             | "Charles Robert de La Marck" | (1594-1622) | Il revendique le trône de Sedan à la mort de sa nièce en tant que premier héritier de sang.                                         |         |
| 2  |          | Henri-Robert de La Marck               | "Henri-Robert II "           | (1622-1652) | Il est le fils de Charles Robert de La Marck.                                                                                       |         |
| 3  |          | Louise de La Marck                     | "Louise de La Marck"         | (1652-1668) | Fille aîné de "Henri-Robert de La Marck II". Elle est la dernière personne à revendiquer le trône de Sedan sous le nom de La Marck. |         |
| 4  |          | Henri Robert Eschalart                 | "Henri Robert III"           | (1668-1675) | Fils aîné de Louise de La Marck, il revendiquera le trône de Sedan sous le nom Henri Robert III.                                    |         |
| 5  |          | Louise-Madeleine Eschalart de La Marck | "Louise-Madeleine"           | (1675-1717) | Fille aîné de Henri Robert III. |         |

### Maison de La Tour d'Auvergne (1642-1789)
| N° | Portrait | Nom                                    | Nom revendiqué                            | Date        | Note                                                                                     | Armorie |
| -- | -------- | -------------------------------------- | ----------------------------------------- | ----------- | ---------------------------------------------------------------------------------------- | ------- |
| 1  |          | Frédéric-Maurice de La Tour d'Auvergne | " Frédéric-Maurice de La Tour d'Auvergne" | (1642-1652) | Dernier prince de Sedan, il revendiquera le trône après que ses biens furent confisqués. |         |
| 2  |          | Godefroy-Maurice de La Tour d'Auvergne | "Godefroy-Maurice de La Tour d'Auvergne"  | (1652-1721) | Fils aîné de Frédéric-Maurice de La Tour d'Auvergne. Dernier Prince Héritier de Sedan.   |         |
| 3  |          |                                        |                                           |             |                                                                                          |         |
| 4  |          |                                        |                                           |             |                                                                                          |         |
| 5  |          |                                        |                                           |             |                                                                                          |         |